# 사카이

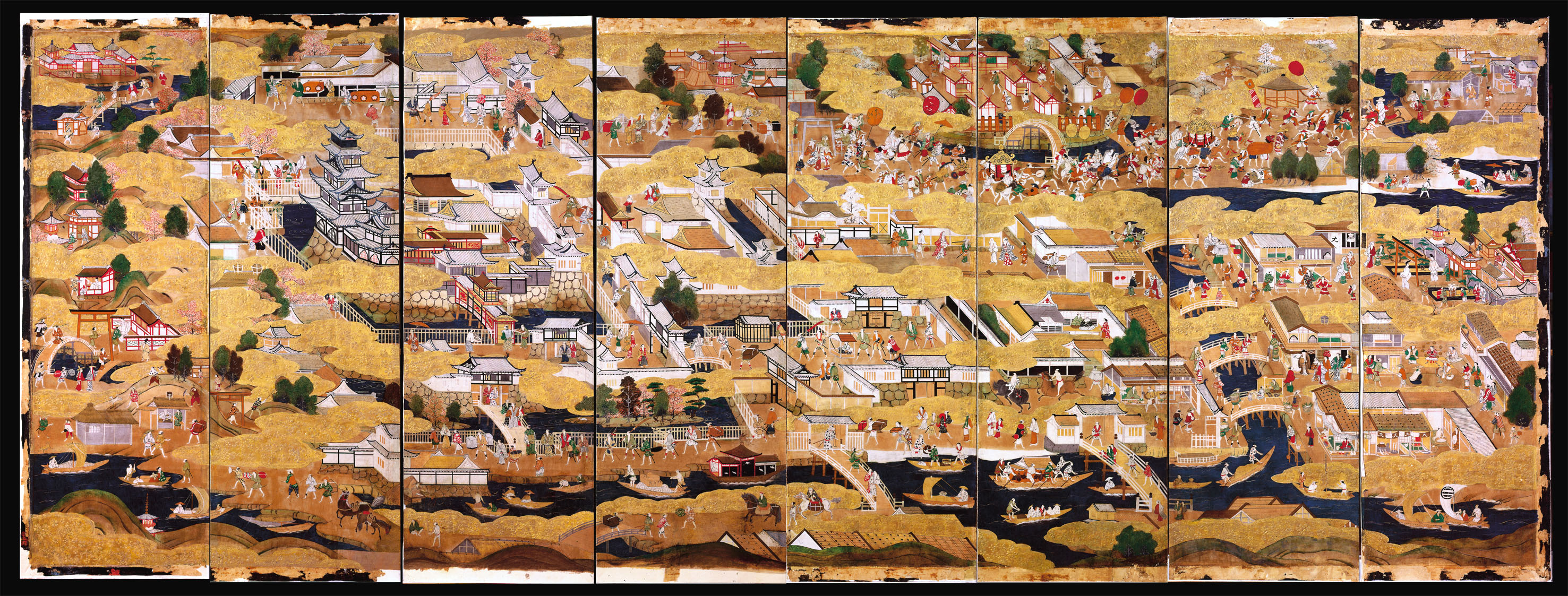
도요토미 정권 때의 오사카-사카이의 풍경을 그린 「풍신기대판도병풍」.

사카이(일본어: 堺)는 오사카 만에 접하고 오사카시의 남쪽에 위치한 시가지를 중심으로 하는 지역이다.
"사카이"는 문자 그대로 해석하면 지경 계(堺) 자로 "경계"라는 뜻이다. 이는 이 지역이 과거 셋쓰국, 가와치국, 이즈미국 3개 율령국의 "경계"(삼합점)였던 데서 유래한 이름이다.
중세에 무역항으로 발전하여 "동양의 베니스"로 영화를 다했다. 센고쿠 시대에는 환호도시가 되었고, 자치적인 도시 운영이 이루어졌다. 1562년 포르투갈인 선교사 가스파르 빌레라가 쓴 기록에 보면 “이 도시에는 다른 곳에서는 전례없이 패자도 승자도 없이 모두 평화롭게 생활한다. 도시는 심히 견고하고 서쪽은 바다로, 반대쪽은 깊은 해자로 둘러싸여 항성 물이 가득하다”고 기록되어 있다. 또 1598년 아브라함 오르텔리우스의 일본 지도에도 "메아코(Meaco; 수도권, 즉 교토)"와 함께 "Sacay"라고 기록되어 서양인들에게 알려진 주요 도시로 인식되었다. 1586년 도요토미 히데요시가 성을 세웠으나 오사카 전투 때 전소. 현재의 정할(町割)은 겐나 연간에 재건한 것이다.
중세의 사카이가 그려진 작품으로 「주길제례도병풍(住吉祭礼図屛風)」, 「엄도·주길제례도병풍(厳島・住吉祭礼図屛風)」, 「섭진국명소항진도병풍(摂津国名所港津図屛風)」, 「천교립·주길사도병풍(天橋立・住吉社図屛風)」, 「풍신기대판도병풍(豊臣期大阪図屏風)」 등이 있다.